# Doğanyurt

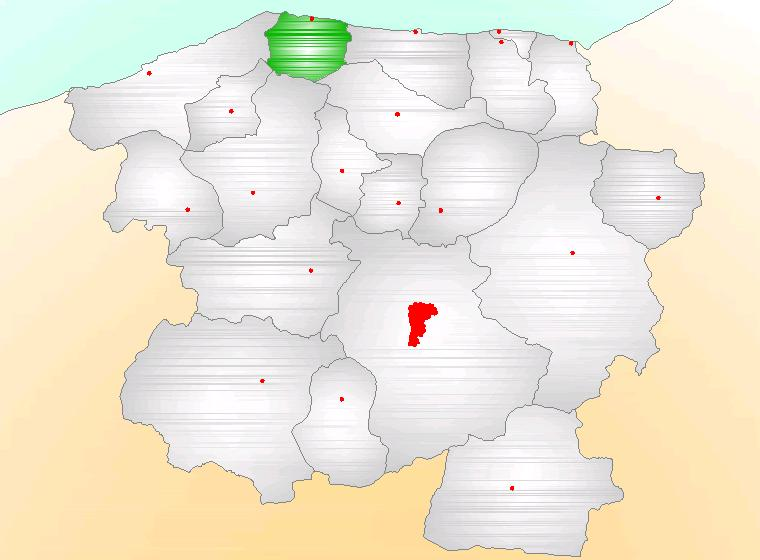
Doğanyurt, provincia de Kastamonu, Turquía

Doğanyurt, antes Hoşalay, es una ciudad y distrito de la Provincia de Kastamonu en la región del Mar Negro de Turquía. De acuerdo al censo de 2000, la población del distrito es de 9668 habitantes, de los cuales 1470 viven en la ciudad de Doğanyurt. El distrito cubre un área de 254 km²  (98 millas cuadrados), y la ciudad se encuentra en una elevación de 235 metros (771 pies).
Kerembe Burnu, el antiguo cabo Carambis, está situado al noroeste de Doğanyurt. El promontorio, a 225 kilómetros de distancia de Sarych, es el punto más cercano que va de la costa de Anatolia a la Península de Crimea y durante siglos ha servido como punto de referencia náutica para aquellos que intentan cruzar el Mar Negro en su punto más estrecho.